# Цейлонская синяя птица

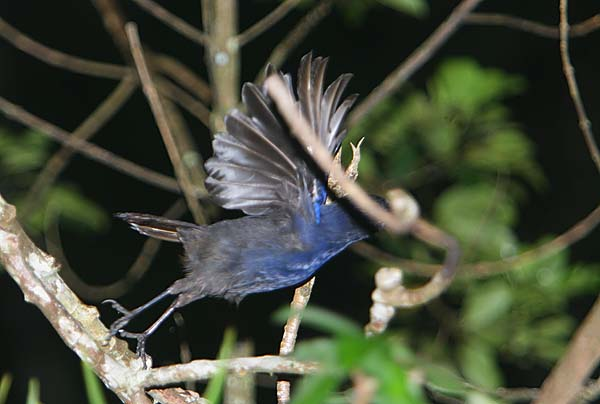
Цейлонская синяя птица на ночной фотографии

Цейлонская синяя птица (лат. Myophonus blighi) — вид птиц семейства Мухоловковых (лат. Muscicapidae). Это эндемичная птица острова Шри-Ланка (ранее остров Цейлон). Встречается в высокогорьях Шри-Ланки в джунглях или густых лесах близ воды. Всеядна, питается различными насекомыми, лягушками, дождевыми червями и ягодами. Откладывает одно или два яйца в аккуратное чашеобразное гнездо в кустарнике или на выступе у воды.
Не образует стай, хотя в подходящей местности встречаются группы из нескольких птиц. Это маленькая птица — всего 20 см в длину. Взрослые самцы темно-синего цвета с более темной головой и спиной. На плечах, надбровьях и лбу имеются ярко-синие пятна. Самка коричневая сверху и каштановая снизу, но имеет ярко-синее пятно на плече, как и у самца.
Самец поет свою простую свистящую песню с деревьев, обычно в глубоком укрытии.
Этот вид птиц трудно заметить, даже когда самцы поют в период размножения, начинающийся в феврале. Они редки, робки и сокращают свой ареал. Возможно, лучший шанс наблюдать птицу на рассвете в национальном парке Хортон Плейнс на высоте 2000 м в высокогорье Шри-Ланки и на участке рядом с ботаническим садом Хаггала, недалеко от города Нувара-Элия.

## В культуре
В Шри-Ланке эта птица известна как Lanka Arangaya на сингальском языке. Цейлонская синяя птица изображена на 75c национальной почтовой марке.